# Životinjski park Elistvere
Životinjski park Elistvere (est. Elistvere loomapark) je zoološki park u okrugu Tartu, Estonija. Specijalizirana je za autohtonu faunu Estonije i njome upravlja Državni centar za upravljanje šumama.
Park je osnovan 1997. godine i ima za cilj prikazati životinje i ptice u što prirodnijim uvjetima. Također ima za cilj osigurati obrazovne objekte i aktivnosti te stvoriti utočište za životinje koje su ozlijeđene ili ostale bez roditelja.
Godine 2020. park je zabilježio 79.000 posjetitelja, što je rekord unatoč tadašnjoj pandemiji koronavirusa.